# Жаманбаев, Кадыр Жаманбаевич
Кадыр Жаманбаевич Жаманбаев — педагог, учёный, общественный деятель, доктор исторических наук, профессор.

## Биография
Родился 18 августа 1914 года в селе Аккуик Жанакорганского района Кызылординской области.
В 1932—1934 гг. работал секретарем отдела народного образования района, учителем начальной школы села Жанакорган.
В 1938 году окончил КазПИ (ныне КазНПУ). Слушал лекции С. Аспандиярова, Ш. Альжанова, С. Сейфуллина, М. Ауэзова, которые были его первыми наставниками.
В 1938 году учитель Казахского педагогического училища в Алматы.
1941—1942. Заведующий отделом народного образования Жамбылского района Жамбылской области, директор средней школы.
До 1952 года был заместителем председателя исполкома Жанакорганского райсовета, инструктором парткома Кызылординской области, заведующим кафедрам Алматинской консерватории.
1952—1954. Ректор Кызылординского педагогического института.
1954—1958. Заведующий кафедрой Педагогико-медицинского института в Актобе.
1958—1962. Ректор Гурьевского (Атырауского) педагогического института.
1962—1974. Ректор Целиноградского педагогического института.
1974—1976. Заведующий кафедрой Карагандинского государственного университета.
1981—1987. Заведующий кафедрой «Истории Казахстана» КазПИ.
C 1951—1973 годы последовательно открыл три вуза в Казахстане: Кзыл-Ординский, Гурьевский и Целиноградский педагогические институты. Автор свыше 200 научных монографий, брошюр, статей.
Участник двух войн — c белофиннами в 1939—1940 годах и Великой Отечественной войны. Капитан 57-й гвардейской стрелковой дивизии. В 1951 году защитил кандидатскую диссертацию в МГУ имени М. В. Ломоносова, докторскую диссертацию в Алма-Ате.

## Научные труды
- К. Ж. Жаманбаев. Ленинский призыв в партию в Казахстане/ Алма-Ата: Казгосиздат, 1960.
- К. Ж. Жаманбаев. Высшая школа в Казахстане. Исторический опыт Компартии Казахстана по руководству высшей школой за 50 лет (1920—1970)/ Алма-Ата: «Казахстан», 1972.
- К. Ж. Жаманбаев. Исторический опыт Коммунистической партии по развитию высшей школы в Казахстане (1917—1970)/ Автореферат диссертации на соискание ученой степени доктора исторических наук. Алма-Ата, 1973.
- К. Ж. Жаманбаев. 65-я годовщина Великой Октябрьской социалистической революции/ Алма-Ата: о-во «Знание» КазССР, 1982.
- К. Ж. Жаманбаев. Осуществление ленинских идей дружбы народов и пролетарского интернационализма в Казахстане/ Алма-Ата: КазГУ, 1984.

## Награды и звания
1. Доктор исторических наук
2. Профессор
3. Почетная грамота Верховного Совета Казахской ССР
4. Медаль «За боевые заслуги»
5. Медаль За победу над Германией в Великой Отечественной войне 1941—1945 гг. (1945)
6. Медаль «За отвагу» (1951)
7. Орден Отечественной войны I степени (1985)
8. Заслуженный работник Высшей школы Казахской ССР.

## Память
18 мая 2016 года в Евразийском национальном университете открыли мемориальную доску первому ректору Целиноградского педагогического института Кадыру Жаманбаеву.